# Airaphilus kaszabi
Airaphilus kaszabi is een keversoort uit de familie spitshalskevers (Silvanidae). De wetenschappelijke naam van de soort werd in 1971 gepubliceerd door Ratti.